# اددی تپه الف
اددی تپه الف مربوط به هزاره ۴ و ۳ قبل از میلاد است و در شهرستان مراغه، بخش سراجو، دهستان سراجوی شرقی، روستای صومه سفلی واقع شده و این اثر در تاریخ ۲۵ آبان ۱۳۸۷ با شمارهٔ ثبت ۲۳۶۲۱ به‌عنوان یکی از آثار ملی ایران به ثبت رسیده است.